# نيكو ميندجيا
نيكو ميندجيا (بالإسبانية: Niko Mindegia) مواليد 19 يوليو 1988 في إسبانيا، هو لاعب كرة يد إسباني يلعب كوسط مدافع. يلعب حاليا مع نادي كولدينغ كوبنهاغن لكرة اليد ويحمل الرقم 5. مثل منتخب إسبانيا لكرة اليد.

## سجل المنافسة
شارك في البطولات التالية:
- بطولة أوروبا لكرة اليد للرجال 2016

## روابط خارجية
- نيكو ميندجيا على موقع الاتحاد الأوروبي لكرة اليد (الإنجليزية)
- نيكو ميندجيا على موقع الاتحاد الفرنسي لكرة اليد (الفرنسية)